# Voetbalkampioenschap van Zuid-Hannover-Braunschweig 1932/33
In 1932/33 werd het tiende en laatste voetbalkampioenschap van Zuid-Hannover-Braunschweig gespeeld, dat georganiseerd werd door de Noord-Duitse voetbalbond. 
De top vier kwalificeerde zich voor de Noord-Duitse eindronde. Enkel Arminia kon groepswinnaar worden en zich plaatsen voor de finalegroep, waarin de club tweede werd en zich zo plaatste voor de eindronde om de Duitse landstitel. Na een overwinning op Dresdner SC werd de club door Fortuna Düsseldorf uitgeschakeld.
Na dit seizoen kwam de NSDAP aan de macht en werden alle regionale voetbalbonden opgeheven. De Gauliga werd ingevoerd als hoogste klasse en de clubs uit de competitie Zuid-Hannover-Braunschweig gingen spelen in de Gauliga Niedersachsen. De top zes plaatste zich en de andere clubs gingen in de nieuwe Bezirksliga spelen, de tweede klasse.

## Oberliga
| Plaats | Club                      | Wed. | W  | G | V  | Saldo | Ptn   |
| ------ | ------------------------- | ---- | -- | - | -- | ----- | ----- |
| 1.     | SV Arminia Hannover       | 16   | 12 | 2 | 2  | 57:19 | 26:6  |
| 2.     | SV Algermissen 1911       | 16   | 9  | 4 | 3  | 35:27 | 22:10 |
| 3.     | Hannoverscher SV 96       | 16   | 9  | 1 | 6  | 37:27 | 19:13 |
| 4.     | VfB 1904 Peine            | 16   | 6  | 4 | 6  | 35:29 | 16:16 |
| 5.     | RSV 1906 Hildesheim       | 16   | 7  | 2 | 7  | 35:29 | 16:16 |
| 6.     | SV Eintracht Braunschweig | 16   | 7  | 1 | 8  | 35:30 | 15:17 |
| 7.     | VfB 04 Braunschweig       | 16   | 6  | 2 | 8  | 40:41 | 14:18 |
| 8.     | SC 1911 Hötensleben       | 16   | 4  | 1 | 11 | 27:61 | 9:23  |
| 9.     | SC Leu 1906 Braunschweig  | 16   | 3  | 1 | 12 | 24:62 | 7:25  |

|  | Kampioen, geplaatst voor Noord-Duitse eindronde en Gauliga Niedersachsen 1933/34 |
|  | Geplaatst voor Noord-Duitse eindronde en Gauliga Niedersachsen 1933/34           |
|  | Geplaatst voor Gauliga Niedersachsen 1933/34                                     |
|  | Degradatie en overheveling naar Bezirksklasse Magdeburg-Anhalt 1933/34           |
|  | Degradatie naar Bezirksklasse                                                    |